# Skills (Dialektisch-Behaviorale Therapie)
Skills bzw. Fertigkeiten ist ein Begriff der Dialektisch-Behavioralen Therapie (DBT) und der Psychologie. Er bezieht sich auf spezifische Fähigkeiten und Strategien, die erlernt und angewendet werden können, um mit emotionalen und zwischenmenschlichen Problemen besser umgehen zu können. Die DBT und infolgedessen auch das Skillstraing wurden von Marsha M. Linehan entwickelt, um Menschen mit Borderline-Persönlichkeitsstörung (BPS) und anderen emotionalen Dysregulationen zu helfen. Die wichtigsten Skill-Bereiche in der DBT umfassen:
1. Achtsamkeit: Diese Skills helfen dabei, im gegenwärtigen Moment präsent zu sein und die Aufmerksamkeit bewusst zu lenken, ohne zu urteilen. Ziel ist es, sich seiner Gedanken, Gefühle und Körperempfindungen bewusst zu werden und sie zu akzeptieren, ohne automatisch darauf zu reagieren.
2. Stresstoleranz: Diese Fähigkeiten unterstützen dabei, Krisen zu bewältigen und intensive emotionale Zustände zu ertragen, ohne die Situation zu verschlimmern. Dazu gehören Techniken wie Ablenkung, Selbstberuhigung, Radikale Akzeptanz und das Erschaffen von Listen mit Dingen, die einem gut tun.
3. Emotionsregulation: Diese Skills helfen dabei, emotionale Reaktionen zu verstehen und zu modifizieren. Dazu gehört das Erkennen und Benennen von Gefühlen, das Erlernen von Strategien zur Reduktion von emotionaler Verwundbarkeit und das Erhöhen positiver Emotionen.
4. Zwischenmenschliche Fertigkeiten: Diese Fähigkeiten zielen darauf ab, gesunde und effektive zwischenmenschliche Beziehungen zu pflegen. Dazu gehören Techniken für die Durchsetzung eigener Bedürfnisse (ohne andere zu verletzen), die Verbesserung von Beziehungen und die Erhaltung des Selbstwertgefühls in sozialen Interaktionen.
5. Selbstwert bzw. Selbstakzeptanz: Diese Fähigkeiten helfen dabei, den eigenen Selbstwert zu stärken und eine eigene Selbstakzeptanz zu entwickeln. Dazu gehören zum Beispiel der Faire Blick, die Frustrationstoleranz und den Blick auf die eigenen Kompetenzen.

Diese Skills werden in der DBT in einem strukturierten Format gelehrt, oft in einer Kombination aus Einzeltherapie und Gruppentraining. Patienten lernen, diese Fertigkeiten systematisch zu üben und in ihrem Alltag anzuwenden, um ihre emotionale Stabilität und Lebensqualität zu verbessern.

## Allgemeines
Die Definition eines Skills in der dialektisch-behavioralen Therapie beinhaltet jedes Verhalten, das kurzfristig innerhalb einer schwierigen Situation wirksam hilft und dabei langfristig keinen Schaden für den Anwender beinhaltet. Dysfunktionales Verhalten wie Substanzkonsum, Selbstverletzung oder Essattacken wird demnach trotz kurzfristiger Spannungsregulierung nicht den Skills zugeordnet, da es negative gesundheitliche sowie psychologische Konsequenzen mit sich zieht.

## Beispiele
Es existiert kein festgelegter Katalog, was zu den Skills gerechnet wird. Vielmehr sind alle Fertigkeiten und Techniken, die dem Patienten in schwierigen Situationen helfen, der Gruppe der Skills zuzuordnen. Skills umfassen z. B. Fertigkeiten, sich durch einen der fünf Sinne selbst zu beruhigen, wie:
- Sehen: (Kunst)postkarten, Aquarium betrachten, fotografieren, malen oder zeichnen, Sterne anschauen/zuordnen
- Hören: Audiodatei mit aufgenommenem Einzelgespräch, Gewitter, Hör-Memory, Musik (Lieblingsmusik, positive Playlist), Naturgeräusche
- Riechen: Blumen, Essen, Kochen, frisch gesägtes Holzstück oder Baumharz, Kaffee, Meer, die See
- Schmecken: Bonbons, frisch zubereitetes Essen, frischen Zitronensaft trinken, Kaffee, Schokolade
- Fühlen: baden, barfuß laufen, Flauschdecke, Haustiere, Massage, Massagegerät[5]

Ferner können folgende Aktivitäten Skills sein:
- Körperliche Aktivierung durch Joggen, Schwimmen, Stresshocke, Jonglieren
- Gefühle „ersetzen“, z. B. durch Schauen einer Komödie, um positivere Gefühle herzustellen
- Eine Pro & Kontra-Liste erstellen, um sich die Folgen impulsiven Handelns vor Augen zu führen
- Entspannungsübungen wie Progressive Muskelrelaxation oder Autogenes Training durchführen
- An einen „Helden des Alltags“ denken. Dies ist eine Person, deren Handeln für den Patienten ein Vorbild in dieser Situation sein kann.